# مورگان فیشر (هنرمند)
مورگان فیشر (انگلیسی: Morgan Fisher؛ زادهٔ ۱ ژانویهٔ ۱۹۴۲) فیلم‌ساز تجربی، و فیلم‌نامه‌نویس اهل ایالات متحده آمریکا است.
وی همچنین برندهٔ جوایزی همچون کمک‌هزینه گوگنهایم شده‌است.